# После театра
После театра ― рассказ русского писателя А. П. Чехова, впервые опубликованный в 1892 году.

## Публикации
Впервые был опубликован в «Петербургской газете» (7 апреля 1892 года, № 94) под заглавием «Радость» и с подписью Антон Чехов.
Позднее произведение также вошло в собрание сочинений А. П. Чехова, опубликованных А. Ф. Марксом в 1899―1901 гг. Для этого издания рассказ был значительно сокращён: в частности, были исключены размышления Нади об «идее художественного произведения», сопоставительная характеристика Горного и Груздева. В результате всех правок сюжет в значительно большей степени сконцентрировался вокруг переживаний главной героини.
Ещё при жизни писателя рассказ «После театра» был переведён на польский, чешский, словацкий и сербскохорватский языки.

## История написания
Хотя в «Петербургской газете» писатель не печатался ещё с 1888 года, во время пребывания Чехова в Санкт-Петербурге в декабре 1891 — январе 1892 г. издатель газеты С. Н. Худеков предложил ему вновь начать сотрудничество. «Худеков назначил мне 40 к. за строчку и дал 200 р. в счёт будущего, хотя я не просил его об этом», — так писал Чехов Н. М. Ежову 2 января 1892 г., через два дня после встречи с Худенковым. В счёт этого аванса Чехов прислал в апреле в «Петербургскую газету» рассказ «Радость». Никаких упоминаний о работе над ним в письмах Чехова этого времени нет. Можно предположить, что Чехов послал написанный ранее рассказ, входивший в незаконченный роман «Рассказы из жизни моих друзей». Возможно, по этой самой причине в его бумагах отсутствовала рукопись под цифрой II, сюжетно связанная с семьей Зелениных.
Считается, что рассказ «После театра», вероятно, мог первоначально входить в состав романа, над которым работал Чехов в конце 1880-х годов. Этот роман писался в довольно необычной жанровой форме — в виде «отдельных законченных рассказов, тесно связанных между собою общностью интриги, идеи и действующих лиц. У каждого рассказа особое заглавие» (так Чехов писал А. С. Суворину 11 марта 1889 года). Несколько таких рассказов-частей романа Чехов написал, некоторые из них даже затем переписал набело (о чём он сообщил в письме А. М. Евреиновой от 10 марта 1889 года), предполагая соединить их общей нумерацией (письмо Н. А. Лейкину от 22 мая 1889 года). Следы этой нумерации сохранились на рукописях двух не опубликованных при жизни писателя рассказов: «I. У Зелениных» и «III. Письмо». Рассказ «После театра» (второе название ― «Радость») близок к этим вещам своими жанровыми особенностями (во всех трёх произведениях в центре находится письмо, вокруг которого и происходят остальные события), а также проблематикой (вопросы содержания и судеб искусства). Героиня «После театра» принадлежит к семье Зелениных — той самой, о которой идёт повествование в рассказе «I. У Зелениных» и которая упоминается в рассказе «III. Письмо».

## Сюжет
Надя Зеленина, девушка шестнадцати лет, приходит домой после просмотра с мамой постановки «Евгения Онегин» и хочет написать такое же письмо, как Татьяна. В неё влюблены офицер Горный и студент Груздев, однако она хочет думать, что её на самом деле никто не любит ― ведь в таком случае положение становится несчастным, и, соответственно, интересным. Она думает, кому из них лучше написать и перебирает в памяти воспоминания, связанные с обоими молодыми людьми. В конце концов она выбирает Груздева, хотя видно, что ни к нему, ни к Горному она не относится серьёзно.

## Экранизация
- 1987 — После театра / Depois do Teatro (Португалия), режиссёр Мануэль Виллаверде